# هيرودوت (مجلة علمية)
هيرودوت  (بالفرنسية:  Hérodote)‏ هي مجلة علمية محكمة فرنسية تأسست في 1976 من قبل إيف لاكوست وتصدر كل ثلاثة أشهر، وهي مختصة في الجيوسياسة والجغرافيا. هي المجلة العلمية الوحيدة التي تهتم فقط بالجيوسياسة مقابل العلاقات الدولية. يشير اسم المجلة إلى الإغريقي هيرودوت الذي يعتبر أول المؤرخين ومن أول الجغرافيين في التاريخ أيضا.

يتبنى المعهد الفرنسي للجيوسياسة هذه المجلة. كانت في البداية تنشر عن دار نشر فرانسوا ماسبيرو، وحاليا تصدر عن دار نشر لا ديكوفارت.

الأعداد الأولى من هاته المجلة كانت تحمل العنوان الثانوي «استراتيجيات، جغرافيا، إيديولوجيات»، ثم ابتداءً من نهاية 1982، تبنت المجلة عنوانا ثانويا جديدا وهو «مجلة الجغرافيا والجيوسياسة».

## مقالات ذات صلة
- المعهد الفرنسي للجيوسياسة

## روابط خارجية
- الموقع الرسمي لمجلة هيرودوت.
- الأعداد القديمة للمجلة بين 1976 و2000 على موقع غاليكا (مجاني).
- الأعداد الحالية للمجلة ومنذ 2001 على موقع كايرن.إنفو.